# Back Porch Records
Back Porch Records je americké hudební vydavatelství vlastněné společností Universal Music Group. Vzniklo v roce 1997 a věnuje se vydávání nahrávkek z žánrů americana a roots rock. Mezi umělce, kteří zde vydávali své nahrávky, patří například Alejandro Escovedo, Van Morrison, Rosanne Cash nebo Carrie Rodriguez.